# Pagurus sticticus
Pagurus sticticus is een tienpotigensoort uit de familie van de Paguridae. De wetenschappelijke naam van de soort is voor het eerst geldig gepubliceerd in 2008 door McLaughlin.